# Frankfurter Postzeitung

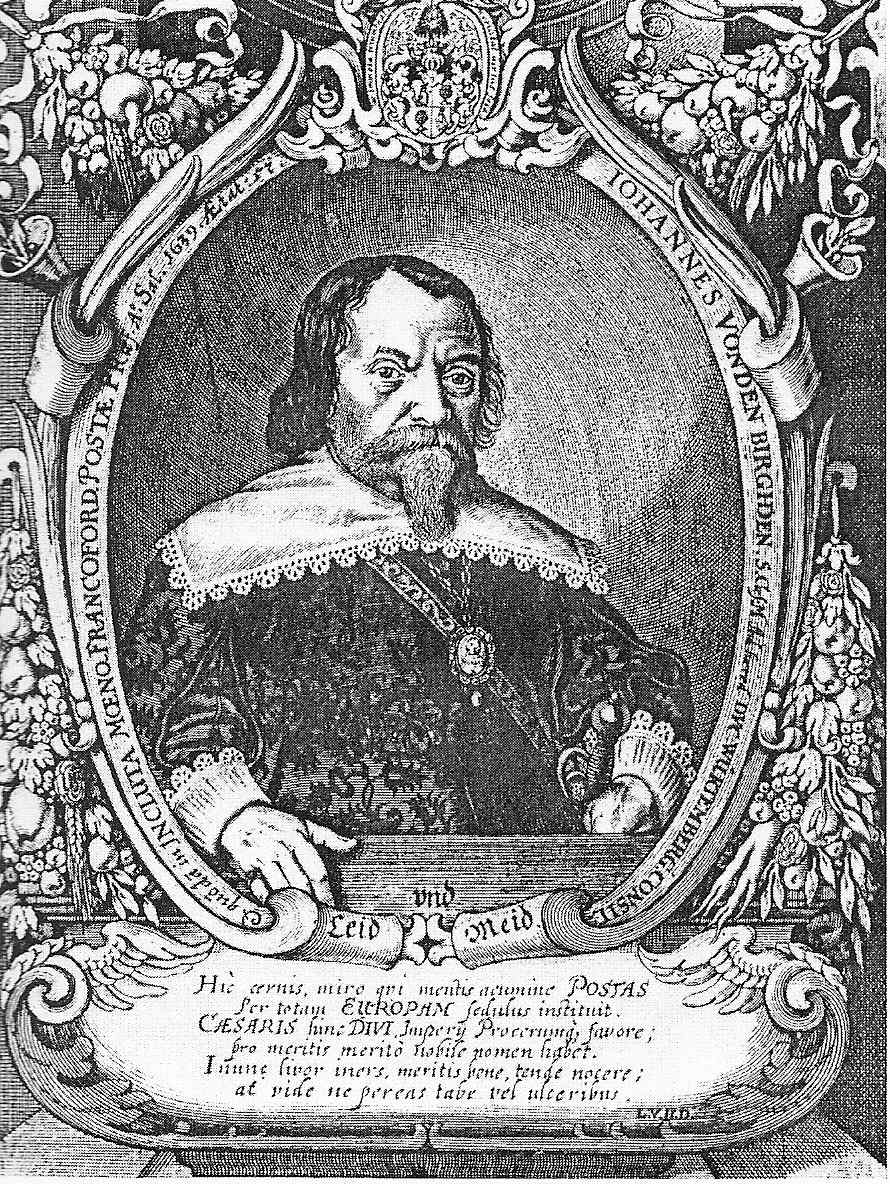
Johann von den Birghden

Die Frankfurter Postzeitung war eine der ersten Zeitungen überhaupt. Sie wurde vermutlich 1615 in Frankfurt am Main gegründet, als Johann von den Birghden als Postmeister der Kaiserlichen Reichspost das Postamt Frankfurt übernahm. Betreiber der Kaiserlichen Reichspost waren die Freiherren von Taxis, später Fürsten von Thurn und Taxis. Das Blatt hatte Abonnenten in ganz Europa und war eines der wenigen langlebigen dieser Zeit – es erschien bis 1866.

## Geschichte

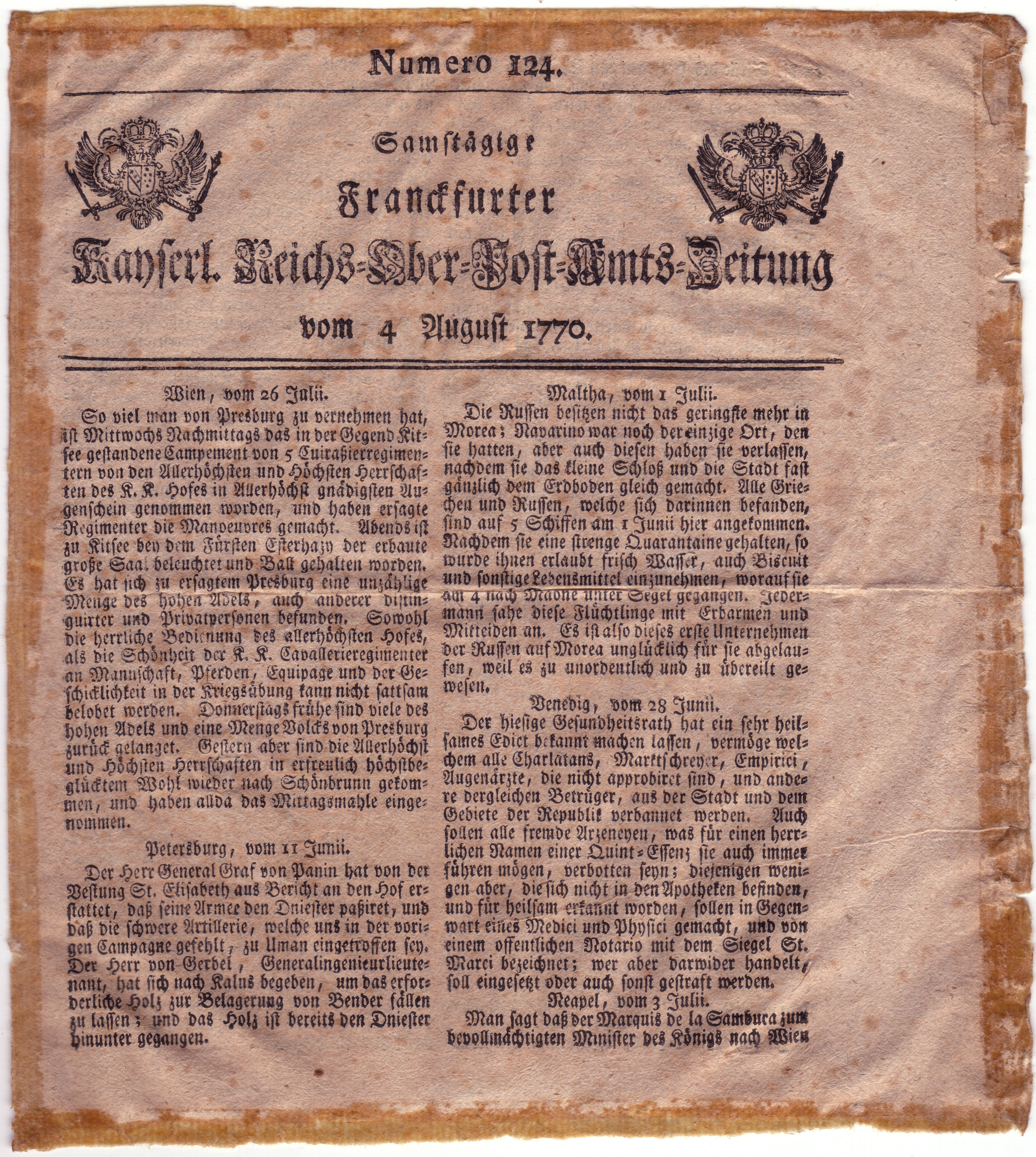
Titel der Franckfurter Kayserl. Reichs-Ober-Post-Amts-Zeitung vom 4. August 1770

Die Frankfurter Postzeitung als Nachrichten-Periodikum erschien bis 1620 als titellose Zeitung wöchentlich, gelegentlich auch öfter. Ab 1628 trug sie den Titel Ordentliche Wochentliche PostZeitungen.
Erster Herausgeber war der kaiserliche Postmeister Johann von den Birghden und nach dessen Absetzung durch Leonhard II. von Taxis sein Nachfolger Gerhard Vrints, zeitweilig auch der Frankfurter Verleger Johann Theobald Schönwetter.
Spätestens seit 1706 lautete der Titel Ordentliche Wochentliche Kayserliche Reichs-Post-Zeitungen, später dann Franckfurter Kayserl. Reichs-Ober-Post-Amts-Zeitung.
1810 wurden sämtliche politischen Zeitungen in Frankfurt am Main vom napoleonischen Fürstprimas Karl Theodor von Dalberg verboten. Er genehmigte eine Einheitszeitung in deutscher und französischer Sprache, die Zeitung des Großherzogthums Frankfurt. Diese entstand aus der Fusion der Frankfurter Kaiserl. Reichs-Ober-Post-Amts-Zeitung mit dem Journal de Francfort. Nach der Niederlage Napoleons erschienen beide Blätter wieder unter ihren alten Titeln.
Am Tag nach dem Einmarsch der preußischen Armee in die Freie Stadt Frankfurt wurde die Frankfurter Postzeitung am 17. Juli 1866 endgültig verboten. Ihr Redakteur, Hofrat Fischer-Goullet, wurde verhaftet und erlitt bei einer Vernehmung einen tödlichen Schlaganfall.

## Das Motto „Relata refero“
Johann Georg Hamann erwähnt das Motto der Zeitung in einem Brief an den Hoch- und Wohlgelahrtesten Rabbi Michaelis mit folgenden Worten:

Des heiligen Römischen Reichs Postillon [Ordentliche Wöchentliche Kayserliche Reichs-Postzeitung], der auf dem Schilde seines Wapens zum Wahlspruch: Relata refero [Berichtetes berichte ich, vgl. Herodot VII 152], trägt, hat mich zur letzten Hälfte der Homilien de sacra poesi [Der letzte Teil der Lowth-Ausgabe von Michaelis erschien erst 1761] recht lüstern gemacht.

Die Wahl dieses Mottos spiegelt anschaulich den Umstand wider, dass sich in der Anfangszeit der Presse die Herausgeber als bloße Verteiler von kuriosen Neuigkeiten und ungesicherten Nachrichten verstanden und eine Haftung für die Richtigkeit ihrer Meldungen ebenso ablehnten wie die Angabe von Informationsquellen. Daraus hat sich der noch heute im Journalismus übliche Informantenschutz entwickelt.

## Titeländerungen
- ab 1615(?) Anfangs ohne Titel!
- ab 1621 Unvergreiffliche Zeitungen
- ab 1623 Wochentliche Zeitungen
- ab 1628 Ordentliche Wochentliche Postzeitung(en)
- ab spätestens 1706 Ordentliche Wochentliche Kayserliche Reichs-Post-Zeitungen[2][3]
- ab 1. Januar 1754 Frankfurter Kayserliche Reichs-Ober-Post-Amts-Zeitung
- ab 9. September 1806 Frankfurter Ober-Post-Amts-Zeitung
- ab 1. Januar 1811 Zeitung des Großherzogthums Frankfurt
- ab 1. Januar 1814 Frankfurter Ober-Post-Amts-Zeitung
- ab 1. April 1852 Frankfurter Postzeitung

Erscheinungszeitraum: 1615 bis 17. Juli 1866